# Дикција
Дикција (лат. dictio — „изговор”) је начин говора-излагања, изражавања; начин изговора речи, реченица, гласова и слогова у говору, певању и декламацији; избор употреба и начин изговора речи.

## Елементи дикције
Дикцију чине:
- Ритам
- Темпо
- Акценат речи
- Паузе
- Мелодија
- Говорни регистри
- Интонација

## Ритам
Ритам (лат. ritmos — „ток, кретање”) означава једнако, правилно смењивање елемената у неком кретању које има своје делове, целине. Ритам може бити брз, спор, испрекидан, монотон, динамичан. 
Бржи ритам се примењује код саопштавања изненадних догађаја, динамичнијих емоција (љутња, огорченост, радост и сл.), а спорији ритам прати смирене информације, важније мисли и изјаве, емоције које изражавају слабост лица (туга, стид, страх, умор ...)
Брзина ритма зависи од дужине речи: краће речи имају бржи ритам, док дуже спорији.

## Темпо
Темпо (лат. tempo — „време”) означава време задржавања извесног звука у говору, музици, кретању уопште. Темпо говора обележава брзину којом се креће један говорни ток, излагање. Ово кретање може бити нормално, споро, испрекидано, брзо... Брзина се мери инструментом (метрономом).
Темпо зависи од физиолошко-психичке одлике говорног лица (темперамент), природе и предмета излагања (узбудљиви доживљаји брже, описивање предмета спорије и сл.), саговорника-његове моћи схватања нашег излагања...

## Акценат речи
Акценат представља саставни део реченичне мелодије. Овај акценат може бити:
- граматички-правилно наглашавање слогова у речи и чување дужина;
- логички-истицање појединих речи које носе главну мисао;
- психолошки-истицање речи емоционално обојених.

## Пауза
Овај прекид говора је неопходан, с једне стране, да би говорник повремено удахнуо ваздух, а с друге, пауза доприноси дубљем схватању и доживљавању говора. Обично се истичу три врсте паузе:
- граматичка означава прекид говорног ланца ради узимања ваздуха и остваривања одређене интонације;
- логичка се примењује у дужем излагању или читању, после строфа...;
- психолошка има за циљ да створи одређени психолошки утисак ради потпунијег прихватања и доживљавања говора.

Постоји још једна пауза - цезура.
Цезура је најкраћа пауза која дели стих на два дела и тако омогућава појаву ритмичких сигнала.

## Мелодија
Мелодија у говору настаје тонским кретањем речи и реченица по висини. Равну мелодију имају изјавне реченице, узлазну мелодију упитне реченице, а силазну узвичне реченице.
Мелодијско кретање реченице назива се каденцом, а кретање дела сложене реченице као и набрајање, назива се полукаденцом.

## Говорни регистри
Реч је о говорном апарату који располаже широким дијапазоном и по висини и по дубини. Говорна мелодија се дели на три регистра: 
- средњи регистар - пример: „Ја о томе често говорим“,
- горњи регистар - пример: „Не, то више нећу трпети!“,
- доњи регистар - пример: „Ето, то је моја судбина!“.

Нормално кретање мелодије полази од средњег регистра и држи се тог нивоа као говорне осовине, док се даље таласа попут амплитуде преко доњег и горњег регистра.

## Интонација
Интонација је дизање и спуштање гласа да би се изразиле разне нијансе значења, ступњеви осећаја. Интонацију карактеришу два елемента: кретање тона по висини и емотиван, лични став говорника према предмету говора.
Постоје више врста интонација:
- Нормална-обичан, миран тон без посебних мисли и емоција;
- Експресивна-емоционална, ефективна;
- Интонација уметака-изражава уметнуте делове говора (речи, реченица);
- Логична-нијанса мисли или расуђивање
- Узлазна-тон расте, повишава се (питање и сл.)
- Усклична-веће повишење тона од причања, а ниже од питања
- Опомињућа-позив, подстицај, опомена.

## Дисање при говору
Дисање је спонтана физиолошка активност, без утицаја воље. У нормалним условима њена учесталост је око 20 пута у минути. При говору, брзина дисања се мења зависно од врсте и облика излагања (разговори, проза или стихови...). Зато говорно лице треба да се вежбама дисања оспособи за разне облике говора. У вежбању дисања препоручује се изговарање сугласника и краћих текстова, а потом и дужих.
Увежбано правилно дисање изванредно доприноси лепом говору, читању и рецитовању, а код почетника обезбеђује добру артикулацију гласова, особито сугласника у свим положајима.